# Opprobrium
Opprobrium ist eine US-amerikanische christliche Death- und Thrash-Metal-Band aus Metairie, Louisiana, die 1986 unter dem Namen Incubus gegründet wurde. Zwischenzeitlich hatte die Gruppe auch den Namen Incubus Rage angenommen.

## Geschichte
Nachdem sich die Brüder Moyses M. Howard und Francis M. Howard Mitte 1982 entschieden hatten, mit ihren Eltern von Rio de Janeiro nach New Orleans, Louisiana, umzuziehen, begann sich Moyses für Musik, insbesondere das Spielen des Schlagzeugs, zu interessieren. Sein jüngerer Bruder Francis begann dadurch ein wenig später das Spielen der E-Gitarre zu erlernen. Ab 1984 gründeten sie mit Schulfreunden und Musikern verschiedene Metal-Bands, mit denen sie mehrmals auftraten.
Im Februar 1986 fand schließlich die Gründung von Incubus statt, die Besetzung wurde dabei durch den Bassisten und Sänger Scot W. Latour ergänzt, mit dem die Geschwister bereits zuvor in anderen Bands gespielt hatten. Im Mai 1987 wurde ein erstes Demo unter dem Namen Supernatural Death aufgenommen. Nach der Veröffentlichung wurden Auftritte abgehalten, ehe ein paar Monate später über Brutal Records im Jahr 1988 das Debütalbum Serpent Temptation veröffentlicht wurde, das im Studio Morrisound Recording aufgenommen worden war. Im selben Studio war im Januar 1989 Sepulturas Album Beneath the Remains abgemischt worden, worauf im Lied Stronger Than Hate Scott Latour und Francis Howard als Gastsänger gemeinsam mit John Tardy (Obituary) und Kelly Shaefer (Atheist) zu hören sind.
Ende 1989 begann die Suche nach einem Label, bei dem ein zweites Album veröffentlicht werden sollte. In dieser Phase musste Latour die Band wegen persönlicher Spannungen verlassen. Er wurde durch den aus Orlando, Florida, stammenden Bassisten Mark Lavenia ersetzt. Die Gruppe zog im selben Jahr nach Tampa, Florida, und Francis M. Howard übernahm nun auch den Gesang. Anfang 1990 wurde die Gruppe von Nuclear Blast kontaktiert. Das Label nahm sie unter Vertrag und veröffentlichte Mitte des Jahres das Album Beyond the Unknown, das erneut bei Morrisound Recording aufgenommen und von der Band sowie Tom Morris produziert worden war. Auf dem Album wurde der Bass von Francis M. Howard eingespielt. 1991 wurde die erste Europatournee als Headliner mit Disharmonic Orchestra durchgeführt. Im selben Jahr nahm die Gruppe am Festival Monsters of Death teil. Im Februar 1992 zog die Band zurück nach New Orleans, wobei man sich im selben Jahr vom Bassisten Lavenia trennte. Mitte 1994 nahmen die Howard-Brüder ein Remake von Serpent Temptation auf, das 1996 über Radiation Records veröffentlicht wurde. 1997 begannen die Brüder damit, neues Material zu schreiben. Ende 1999 konnte man Nuclear Blast zehn fertige Lieder vorlegen. Die Aufnahmen des Albums Discerning Forces fanden im Oktober und November in Rio de Janeiro im Discovery Digital Studio mit dem Produzenten Harris Johns statt, wobei Francis die E-Gitarre, den Bass und den Gesang einspielte und Moyses das Schlagzeug übernahm. Zwar war Luiz Carlos als Gitarrist in der Band, jedoch hatte er nicht mehr genügend Zeit gehabt, seinen Part für die Aufnahmen einzustudieren. Erst nach den Aufnahmen kam André Luiz als Bassist zur Besetzung. Johns mischte die Aufnahmen in seinem Spider House Studio in Berlin im Februar und März 2000 ab. Das Album erschien im selben Jahr, wobei die Gruppe 1999 den Namen Opprobrium angenommen hatte, um eine Verwechslung mit der gleichnamigen Band aus Calabasas, Kalifornien, zu vermeiden. Übergangsweise hatte sich die Gruppe kurzzeitig den Namen Incubus Rage gegeben. Nachdem die Häuser der Brüder und ihrer Familien in Metairie durch den Hurrikan Katrina zerstört worden waren, erfolgte im Oktober 2005 ein Umzug nach Tampa, Florida. Im Herbst 2007 begannen die Brüder mit den Plänen für das nächste Album, das das erste war, das Francis im Alleingang schrieb. Anfang 2008 begannen beide mit den Proben der neuen Songs, wobei Moyses Arrangements besteuerte und die Lieder strukturierte und die Taktgaben veränderte, wie er es bereits seit dem 1988er Album Serpent Temptation getan hatte. Im Juli und August 2008 wurde das Album in Tampa aufgenommen und abgemischt. Francis hatte hierbei die E-Gitarre, den Bass und den Gesang und Moyses das Schlagzeug eingespielt. Das Album erschien 2008 unter dem Namen Mandatory Evac bei Metal Mind Productions, ehe die Band 2009 auf Tour ging. 2019 erschien das Album The Fallen Entities.

## Stil
Laut Matthias Herr in Matthias Herr’s Heavy Metal Lexikon gehörte die Band in ihrer Anfangszeit „zu den ersten und brutalsten Bands, denen das metallische Weltgeschehen 3 Jahre später einen einzigartigen Death-Metal-Boom verdankte“. Der Musik wohne eine „abartig-brutale Intensität“ inne, Supernatural Death beschrieb er als „ultrabrutal“. Serpent Temptation werde sehr schnell gespielt und immer wieder durch Breaks aufgelockert. Die Texte würden aus Horror- und Grusellyrik bestehen. Auf Beyond the Unknown falle der Gesang weniger wütend und bösartig aus, jedoch sei eine spielerische Verbesserung festzustellen. Auf musicmight.com wird Incubus als Thrash-Metal-Band bezeichnet, während die Musik von Opprobrium als christlicher Death Metal beschrieben wird. Robert Müller vom Metal Hammer verglich die Musik von Incubus mit Death (ebenfalls in Tampa ansässig) und Slayer, die Songs seien geradlinig und sehr schnell. Thomas Strater vom gleichen Magazin schrieb in seiner Rezension zu The Fallen Entities, dass man hierauf „klassischen US-Death Metal mit ebenso klassischem, leicht progressiv orientiertem Brutalo-Thrash [verbindet], was die Band irgendwo in der Mitte zwischen Coroner, Malevolent Creation und altbrasilianischer Räudigkeit der Marke Sarcófago […] verortet“.
Martin Popoff beschrieb Serpent Temptation in seinem Buch The Collector’s Guide of Heavy Metal Volume 2: The Eighties als extrem klingend. Des Weiteren meinte er, das Album sei mit dem Proto-Black-Metal von Possessed oder Bathory, oder wenigstens Death oder Dark Angel, vergleichbar. Der Gesang klinge unverständlich, das Spiel der E-Gitarre sei anspruchsvoll.
Wolfgang Schäfer vom Rock Hard schrieb in seiner Rezension zu Serpent Temptation, dass die Musik einen lärmenden Charakter hat, sich klanglich dem Black Metal annähere und dabei Erinnerungen an Morsüre wachrufe. Die Songs seien meist schnell gespielt und man bemühe sich durch variierende Liedstrukturen um Abwechslung. In einer späteren Ausgabe rezensierte Frank Albrecht Beyond the Unknown und stellte fest, dass hierauf gute Ansätze vom Vorgänger weiterentwickelt worden sind. Auf dem Album seien „anspruchsvolle, gut ausgearbeitete, komplexe, aber dennoch straighte Thrashgranaten“ zu hören. Stellenweise würde man an Dark Angel erinnern, die E-Gitarre würden stellenweise nach Death klingen. In seiner Rezension zu Discerning Forces stellte Albrecht fest, dass die Band weiterhin eine Mischung aus Death- und Thrash-Metal spielt als befinde man sich noch im Jahr 1991. Das betreffe den Gitarrenklang, die Riffs, Stilistik, Produktion und „sogar die nicht gerade perfekte Spieltechnik“. Weiterhin sei das Album „ein fieser Bastard aus schnellem Thrash- und frühzeitlichem Death Metal“ und somit „eine Mixtur aus alten Sepultura und noch älteren Celtic Frost, verbunden mit einer leichten Prise Slayer und Spurenelementen von Malevolent Creation“. Andreas Stappert vom selben Magazin meinte zu Mandatory Evac, dass die Gruppe hierauf weiterhin – wie zu ihren Anfangstagen – eine Mischung aus Death- und Thrash-Metal spielt, die „zwischen alten Celtic Frost und rohem Proto-Death-Metal“ pendele. Zudem seien die Songs ein „Mix aus räudigem Charme und technisch simplem Spiel“. Jan Jaedike befand, dass die Gruppe auf The Fallen Entities „weiterhin in einer Grauzone aus technischem Anspruch, Groove und In-die-Fresse-Geballer“ steckt, was allerdings überraschend gut gealtert sei. Dabei gebe sich die Band in den Liedern „weder vorhersehbar noch übermäßig verkopft“.
Markus Müller befand im Rock Hard die Texte des Debüts als nicht ausgereift. Auf dem Nachfolger, so hätten es ihm die Brüder erklärt, gehe es aber neben Splatter- und Psi-Thematiken auch um Umweltzerstörung und Großstadtkriminalität. Nach ihren Einflüssen befragt, gaben die Brüder an, von keiner Speed-, Thrash- oder Death-Metal-Band beeinflusst worden zu sein, vielmehr sei man mit Rush, Black Sabbath und Yngwie Malmsteen groß geworden.

## Diskografie
als Incubus
- 1987: Supernatural Death (Demo, Eigenveröffentlichung)
- 1987: Live Soundboard '87 (Demo, Eigenveröffentlichung)
- 1988: Serpent Temptation (Album, Brutal Records)
- 1990: Beyond the Unknown (Album, Nuclear Blast)
- 1996: Serpent Temptation (Album, Radiation Records)
- 2000: Beyond the Unknown / Serpent Temptation (Kompilation, Nuclear Blast)
- 2018: Supernatural Death (Kompilation, Brutal Records)

als Opprobrium
- 2000: Discerning Forces (Album, Nuclear Blast)
- 2008: Beyond the Unknown (Album, Metal Mind Productions)
- 2008: Serpent Temptation (Album, Metal Mind Productions)
- 2008: Mandatory Evac (Album, Metal Mind Productions)
- 2016: Serpent Temptation (Album, Nuclear Blast)
- 2017: Massacre of the Unborn (Single, Eigenveröffentlichung)
- 2019: The Fallen Entities (Album, High Roller Records)